# Möbelkonst
Möbelkonsten har utvecklats parallellt med byggnadskonsten och har stilmässigt följt denna.

## Antiken
Redan under det forntida Egypten fanns en välutvecklad möbelkultur med bl.a. stolar, bord och sängar, primitivt tillverkade men rikt ornamenterade.
Grekerna kände till tekniker som sinkning, limning, böjning etc., och kunde forma lätta eleganta möbler i trä. Nämnas kan deras ”klismosstol” med utåtsvängda ben och bred, böjd ryggbräda, en stoltyp som senare blev en favorit under nyklassicismen omkring 1800.
Romarna övertog i stort grekernas möbeltyper men övergav så småningom enkelheten för alltmer överdådiga praktpjäser, gärna i brons och marmor.

## Medeltiden
Under medeltiden var europeiska möbler mestadels väggfasta och enkelt konstruerade. Den viktigaste fristående möbeln var kistan, symbol för ägandet. Den var uppbyggd av kraftiga plankor infattade i hörnstolpar och dekorativa järnbeslag ersatte ofta snickarens fogningar.
På 1400-talet – senmedeltid i Nordeuropa, ungrenässans i Italien – återupptog dock snickarna metoder som varit glömda sedan antiken, och deras konst gick mot en rik utveckling med differentierade möbeltyger i tidens blomstrande stadskultur. I förmögna borgarhem blev skåpet den förnämsta förvaringsmöbeln, fast med skiftande utformning i olika delar av Europa.

## Renässansen
Den italienska renässansstilen, som spreds till andra länder genom bl.a. ornamentsstick, prydde möblerna med kolonner och andra arkitekturelement utförda i intarsia eller skulpterade. I Italien förblev kistan viktig, ofta utformad som en romersk sarkofag. Borden efterliknade antika marmorbord, och aktuell blev åter antikens fällstol som aldrig helt försvunnit under medeltiden.
Populär i de flesta länder var himmelssängen som fick magnifik utformning. En mycket spridd praktmöbel var också kabinettskåpet, smyckat med dyrbara inläggningar.
I Nederländerna utbildades efter Vredeman de Vries mönsterblad en egen tung och kraftfullt skulpterad möbelstil. I Sverige var fristående möbler sällsynta under äldre vasatid och kom mer i allmänt bruk först mot slutet av 1500-talet. Nederländska och nordtyska möbler utgjorde länge förebilder.

## Barocken
I Frankrike skapades under Ludvig XIV en pompös och mäktig,rikt skulpterad barockstil, och fabriker inrättades för att förse de kungliga slotten med möbler och konsthantverk. Smakdiktator var möbelarkitekten och målaren Charles Le Brun, vid vars sida mönstertecknarna Jean Lepautre och Jean Bérain samt möbelsnickaren André Charles Boulle arbetade. Nya möbeltyper som utvecklades i Frankrike var byrån och skrivbordet. I Holland frodades en måttfullare borgerlig möbelstil med bl.a. breda tunga skåp, vilka i sin tur inspirerade till de nordtyska s.k. Hamburgerskåpen.
En av barockens tekniska nyheter var spiralsvarvningen, som utnyttjades i bl.a. ben och tvärslåar på bord och stolar i framför allt Nordeuropa. Till Holland och England importerades ostasiatiska lackmöbler och blev snart förebilder för inhemsk tillverkning. Rotting var en annan importartikel som användes i dessa länders stolsitsar och -ryggar.
Sverige höll sig länge till den stramare holländska barockstilen, men mot slutet av 1600-talet slog den franska smaken igenom, förmedlad av de till slottsbygget i Stockholm inkallade franska konsthantverkarna.

## Rokokon
Régencen och den därpå följande rokokon – som utvecklades i Frankrike på 1720-talet av bl.a. Gilles-Marie Oppenord och Meissonier och spreds över så gott som hela Europa – lättade på barockens tunga former. Rokokon karakteriserades av buktiga, s-formiga konturer och av en lekfull asymmetrisk ornamentik med blommor, akantusrankor, musslor m.m. Intresset för kineserier är också utmärkande.
Byrån, som blev den förnämsta förvaringsmöbeln, utvecklades till konstnärlig fulländning med rik fanérbehandling genom mästare som Jean-François Oeben. Sittmöblerna fick en bekväm stoppning och fåtöljer, s.k. bergères, kom i bruk. Soffan som utvecklats under barocken genom hopslagning av flera stolar blev allt vanligare. Det kinesiska inflytandet var särskilt starkt i England, bland annat i Thomas Chippendales högst personliga rokokomöbler.
I Sverige introducerades den franska rokokon på 1740-talet med Carl Hårlemans inredningssrbeten på Stockholms slott och fick ytterligare fotfäste genom de där verksamma franska och svenska konsthantverkarna. Till tidens berömda svenska möbelsnickare hör Christian Linning. Inom det borgerliga möbelhantverket dröjde holländsk-engelska barockdrag sig länge kvar bl.a. i den populära stoltyp som fått den missvisande stilbeteckningen bondrokoko.

## Nyklassicismen
Även under nyklassicismen var Frankrike tongivande. Under dess första fas, Louisseize-stilen, rätades rokokons kurvformer ut. Möblerna fick en stram arkitektonisk uppbyggnad men behöll till en början rokokons lätthet och elegans samt ljusa färger. Vid sidan av Frankrike gjorde England en betydande självständig insats under 1700-talets senare hälft genom möbelkonstnärerna George Hepplewhite och Sheraton och deras lätta och gracila möbler, ofta av mahogny.
Den tidiga nyklassicismen i Sverige, den gustavianska stilen, infördes av Jean Eric Rehn efter franska förebilder och innebar en höjdpunkt för svensk möbelkonst med Georg Haupt som oöverträffad mästare.

## Empiren
Nyklassicismen gled mot slutet av 1700-talet över i en strängare och kyligare stil som i Frankrike kulminerade under Napoleon i den mäktiga kejsarstilen, empiren, präglad av släta mahognyytor med förgyllda, rikt ciselerade beslag i klassisk eller egyptisk stil.
Den svenska empiren, Karl Johanstilen, var mindre prålig och fick genom sina kvardröjande gustavianska drag en speciell prägel. Den motsvaras i sitt senare skede av biedermeier, den engelskinfluerade borgerliga möbelstil som utvecklade i Nordeuropa omkring 1820–1850 och utmärks av släta mahogny- eller björkmöbler med svagt svängda former. Under 1800-talet blev det också allt vanligare att placera möblerna i grupper, till exempel soffgrupper.

## Modern möbelkonst
Under 1800-talets senare hälft började intresset riktas mot äldre stilar, vilket gav upphov till nygotik, nyrenässans, nyrokoko o.s.v. Förutom många rikt ornerade, opraktiska möbler skapades en ny typ av fåtöljer, de s.k. emmorna. Dessutom utnyttjades teknikens landvinningar för billiga och tåliga seriemöbler där österrikaren Thonets s.k. wienerstol, framställd redan 1840, är det främsta exemplet.
Den reaktion på stilimitation och industrialism som utgick från England och William Morris redan på 1860-talet verkade i två olika riktningar. Å ena sidan ledde den fram till den sakliga och funktionella jugendstilen, som utformades på 1890-talet av belgaren Henry van de Velde, och som på 1920-talet inspirerade funktionalismen, vilken i sin tur lade grunden till helt nya möbeltyper såsom Bauhaus-arkitekterna Mies van der Rohes och Marcel Breuers stålrörsmöbler eller Alvar Aaltos och Bruno Mathssons böjträmöbler.
Å andra sidan influerade Morrisrörelsen den riktning inom möbelkonsten som håller fast vid gamla hantverkstraditioner och som i Sverige fått sin främste representant i Carl Malmsten. Från denna riktning utgår även det berömda moderna danska möbelhantverket som haft sin kanske mest betydande företrädare i Kaare Klint.